# I2O
Entradas y Salidas Inteligentes (I2O) o Intelligent Input/Output es una especificación de entrada/salida (I/O) que ha caído actualmente en desuso. Nació a mediados de los años 90 de la mano de Intel; en el año 1996 el Intelligent I/O Special Interest Group hizo públicas las especificaciones de I2O. Esta especificación fue originalmente desarrollada para ser utilizada en el microprocesador i960 como un motor controlador de Entrada/Salida.
Los principales componentes de la arquitectura de I2O, eran el procesador de E/S (PIO) y un controlador de dispositivo modelo dividido, con un OSM (Módulo del Sistema Operativo) corriendo en el sistema operativo anfitrión y un HDM (Módulo de dispositivos de hardware) que se ejecutan en la E/S del microprocesador. Esta formalmente separados OS-controlador específico de la funcionalidad de los dispositivos, y los dos componentes de software utilizados mensaje pasando por las comunicaciones. Esta dicotomía es sugestiva de otra iniciativa en la que participó de Intel en el momento, el controlador de interfaz uniforme (UDI), que trata de establecer un controlador de dispositivo de interfaz que abarcan múltiples plataformas de software.
I2O fue azotado por varios problemas: el i960 fue un gran fracaso y los sistemas de I2O se habían hecho muy caros en un mercado de bajo coste. Además, el SIG-I2O fue visto como hostil de código abierto y los pequeños consumidores finalmente desistieron ya que las tasas de participación eran muy elevadas, sumado al hecho de que estuvo dominado por unos pocos actores corporativos, en particular de Microsoft. Si bien no queda claro cuál de estos factores causaron el fracaso final de I2O, sólo unos pocos servidores fueron construidos con I2O a bordo. El SIG-I2O se disolvió en octubre de 2000, dejando una pequeña cantidad de información sobre esta arquitectura en su FTP.
Una serie de Sistemas Operativos compatibles con x86 proporcionaron (o todavía lo hacen) para I2O, incluyendo Microsoft Windows, Linux, Solaris, OpenBSD, Netware y otros. 

## Equipos que utilizan I2O
- Compaq Proliant
- HP NetServer LH3000